# Demeter Bitenc
Demeter Bitenc, né le 21 juillet 1922 à Ljubljana (Royaume des Serbes, Croates et Slovènes) et mort le 22 avril 2018 dans la même ville, est un acteur yougoslave puis slovène,. Il a joué dans plus de 150 films et téléfilms de 1953 à 2018, principalement italiens.

## Filmographie
- 1960 : La Fille aux hanches étroites (de) (Das Mädchen mit den schmalen Hüften) de Johannes Kai
- 1960 : Lune de miel en enfer (de) (Flitterwochen in der Hölle) de Johannes Kai
- 1960 : L'Île des vierges folles (de) (Die Insel der Amazonen) d'Otto Meyer (de)
- 1961 : Une femme à abattre (de) (Treibjagd auf ein Leben) de Ralph Lothar (de)
- 1962 : Maciste contre les monstres (Maciste contro i mostri) de Guido Malatesta
- 1962 : Tarzan chez les coupeurs de têtes (Maciste contro i tagliatori di teste) de Guido Malatesta
- 1962 : Festival Girls (en) (The Festival Girls) de Leigh Jason
- 1963 : La Révolte des Indiens Apaches (Winnetou 1. Teil) de Harald Reinl
- 1963 : Rome en flammes (L’incendio di roma) de Guido Malatesta
- 1963 : Le Pirate du diable (Il pirata del diavolo) de Roberto Mauri
- 1964 : Le Hibou chasse la nuit (Das Haus auf dem Hügel) de Werner Klingler
- 1965 : Maciste, le vengeur du dieu maya (Il vendicatore dei Mayas) de Guido Malatesta
- 1965 : Duel au crépuscule (de) (Duell vor Sonnenuntergang) de Leopold Lahola (de)
- 1965 : Les Bandits du Rio Grande (de) (Die Banditen vom Rio Grande) de Helmut M. Backhaus (de)
- 1966 : Guet-apens à Téhéran (as Geheimnis der gelben Mönche) de Manfred R. Köhler
- 1966 : Mission Apocalypse (Missione apocalisse) de Guido Malatesta
- 1968 : La Bataille de la Neretva (Битка на Неретви, Bitka na Neretvi) de Veljko Bulajić
- 1968 : Opération Cross Eagles (en) (Unakrsna vatra) de Richard Conte
- 1969 : À l'aube du cinquième jour (Gott mit uns) de Giuliano Montaldo
- 1969 : Les Nuits érotiques de Poppée (Le calde notti di Poppea) de Guido Malatesta
- 1970 : Notre héros retrouvera-t-il le plus gros diamant du monde ? (Riuscirà il nostro eroe a ritrovare il più grande diamante del mondo?) de Guido Malatesta
- 1972 : Les Rapaces du Troisième Reich (England Made Me) de Peter Duffell
- 1973 : La Cinquième Offensive (Sutjeska) de Stipe Delić (ro)
- 1975 : Vices privés, vertus publiques (Vizi privati, pubbliche virtù) de Miklós Jancsó